# Bellum omnium contra omnes
A Bellum omnium contra omnes, vagy hobbesi háború politikatudományi, államelméleti fogalom. A latin kifejezés jelentése: "mindenki háborúja mindenki ellen".
A fogalmat Thomas Hobbes 17. századi angol filozófus alkotta és használta, ezért nevezik hobbesi háborúnak is. De Cive című, 1642-ben publikált művében például Hobbes a következőket írta, latinul:
[...] ostendo primo conditionem hominum extra societatem civilem, quam conditionem appellare liceat statum naturæ, aliam non esse quam bellum omnium contra omnes; atque in eo bello jus esse omnibus in omnia.
Magyar fordításban: "Állíthatom, először is, hogy az emberek állapota a polgári társadalom nélkül (amit nyugodtan hívhatunk természeti állapotnak) nem más, mint mindenki háborúja mindenki ellen; és abban a háborúban minden embernek egyforma joga van minden dologhoz..."